# مجلس الشيوخ الإسباني
مجلس الشيوخ الإسباني (بالإسبانية: Senado)‏ هو أحد المجلسيّن اللذان يشكلان البرلمان الإسباني ، هو مجلس تشريعي يتألف من 266 عضواً من بينهم 208 أعضاء من خلال الانتخاب المباشر و 58 عضواً يتم تعينهم من خلال المجالس التشريعية في أقاليم إسبانيا ، مدة المجلس أربعة سنوات وهو مكون من عدد من الأحزاب ذات توجهات سياسية مختلفة ومتباينة .

## تاريخ
يعود تاريخ تأسيس المجلس إلى سنة 1837 ، توقف المجلس خلال حكم الجنرال ميغيل بريمو دي ريفيرا سنة 1923 واستمر خلال فترة حكم الجنرال فرانسيسكو فرانكو ، لكن مع انتقال إسبانيا نحو الديمقراطية سنة 1978 أعاد الملك خوان كارلوس الأول المجلس بعد توقّف ناهز عن الخمسة عقود ونصف .

## مهام المجلس
من مهام المجلس منح وإلغاء الثقة بالحكومة الإسبانية ، والمساهمة في سن وتعديل القوانين ،تعديل الدستور وهذا مشروط بموافقة 60% من أصوات مجلسي الشيوخ و النواب ، ومن وظائف المجلس تعين كبار موظفي السلطة القضائية والمحاكم .